# Yukiya Arashiro
Yukiya Arashiro (jap. 新城 幸也, Arashiro Yukiya; * 22. September 1984 in Ishigaki) ist ein japanischer Radrennfahrer.

## Karriere
Arashiro fuhr bis 2008 für kleinere japanische Radsportteams und war vornehmlich in Rennen der UCI Asia Tour erfolgreich: Er gewann die Gesamtwertung der Tour de Okinawa und insgesamt fünf Tagesabschnitte asiatischer Etappenrennen. Außerdem wurde er 2005 japanischer Meister im Einzelzeitfahren der Elite und der U23. In den Jahren 2005 und 2006 wurde er U23-Landesmeister im Straßenrennen. Im Folgejahr wurde er erstmals Titelträger im Straßenrennen der Elite. Bei der französischen Tour du Limousin 2008 – damals ein Rennen der ersten Kategorie – gewann er 2008 eine Etappe und wurde Dritter in der Gesamtwertung.
Anschließend schloss sich Arashiro mit Beginn der Saison 2009 dem französischen UCI ProTeam Bbox Bouygues Télécom (später als Team Europcar ein Professional Continental Team) an, bis er nach Ablauf der Saison 2015 zum WorldTeam Lampre-Merida wechselte.
Arashiro beendete 2009 als erster Japaner die Tour de France. In den Jahren 2009 und 2012 wurde er jeweils nach einer Etappe mit der roten Rückennummer als kämpferischster Fahrer ausgezeichnet. Bis 2023 nahm er insgesamt 16 mal an einer Grand Tour teil und konnte diese jedes Mal beenden. Seit 2010 konnte er allerdings keine Etappe mehr unter den ersten Zehn beenden.
Bei den UCI-Straßen-Weltmeisterschaften 2010 in Geelong wurde Arashiro im Sprint des 30-köpfigen Vorderfelds Neunter. Beim Klassiker Paris-Tours wurde er eine Woche später im Massensprint Fünfter. Im Jahr darauf wurde Arashiro Asienmeister im Straßenrennen. Sein bis dahin bedeutendster Sieg gelang ihm im Jahr 2012, als er die Gesamtwertung der Tour du Limousin, damals ein Rennen hors categorie, gewinnen konnte. Im Jahr 2013 wurde Arashiro zum zweiten Mal Landesmeister im Straßenrennen.
Seit der Saison 2016 ist Arashiro Mitglied im damaligen Team Lampre-Merida. Mit dem Team gewann er 2016 eine Etappe der Tour of Japan und 2018 die Gesamtwertung der Tour de Taiwan. 2022 wurde er zum dritten Mal nationaler Meister im Straßenrennen. Mit der Nationalmannschaft wurde er 2018 Asienmeister im Mannschaftszeitfahren, 2023 und 2024 gewann er jeweils eine Bronzemedaille in den Einzelwettbewerben.
Arashiro vertrat Japan bei den Olympischen Spielen 2012, 2016, 2020 und 2024 und erzielte in Rio de Janeiro mit Rang 27 seine beste Platzierung.
Im Alter von 40 Jahren wechselte er nach neun Jahren zum italienischen UCI ProTeam Toscana Factory Team Vini Fantini.

## Erfolge
2005
- Japanischer Meister – Einzelzeitfahren (Elite und U23)
- Japanischer Meister – Straßenrennen (U23)

2006
- Japanischer Meister – Straßenrennen (U23)

2007
- eine Etappe Japan-Rundfahrt
- Japanischer Meister – Straßenrennen
- eine Etappe Tour de Hokkaidō

2008
- eine Etappe Tour de Kumano
- eine Etappe Tour du Limousin
- Gesamtwertung und zwei Etappen Tour de Okinawa

2011
- Asienmeister – Straßenrennen

2012
- Gesamtwertung Tour du Limousin

2013
- Japanischer Meister – Straßenrennen

2016
- eine Etappe Japan-Rundfahrt

2017
- Asienmeisterschaft – Mannschaftszeitfahren

2018
- Asienmeister – Mannschaftszeitfahren
- Gesamtwertung Tour de Taiwan

2022
- Japanischer Meister – Straßenrennen

2023
- Asienmeisterschaft – Straßenrennen

2024
- Asienmeisterschaft – Einzelzeitfahren

2025
- Asienmeisterschaften – Mixed-Staffel

## Grand Tours-Platzierungen
| Grand Tour            | 2009 | 2010 | 2011 | 2012 | 2013 | 2014 | 2015 | 2016 | 2017 | 2018 | 2019 | 2020 | 2021 | 2022 | 2023 | 2024 |
| --------------------- | ---- | ---- | ---- | ---- | ---- | ---- | ---- | ---- | ---- | ---- | ---- | ---- | ---- | ---- | ---- | ---- |
| Giro d’ItaliaGiro     | −    | 93   | −    | −    | −    | 127  | –    | –    | –    | –    | –    | 89   | 77   | –    | 122  | –    |
| Tour de FranceTour    | 128  | 112  | −    | 84   | 99   | 65   | –    | 116  | 109  | –    | –    | –    | –    | –    | –    | –    |
| Vuelta a EspañaVuelta | −    | −    | −    | −    | −    | −    | 65   | 106  | −    | −    | 110  | –    | 116  | –    | –    | –    |